# Flustra digitata
Flustra digitata är en mossdjursart som beskrevs av Alpheus Spring Packard 1867. Flustra digitata ingår i släktet Flustra och familjen Flustridae. Inga underarter finns listade i Catalogue of Life.